# 藤崎城
藤崎城（ふじさきじょう）は、青森県南津軽郡藤崎町藤崎にあった日本の城（平城）。安東氏発祥の地と伝えられている。

## 概要
平川右岸の河岸段丘上に立地し、主郭・西ノ郭・東ノ郭（新城）から構成される。全体の規模は東西360メートル、南北800メートル。
- 主郭 - 東西約83メートル、南北約95メートルの長方形。9メートル幅の堀を隔て、一ノ郭（東西五十二間、南北三十六間)・二ノ郭（南北三十間、南北三十六間）に分かれる。
- 西ノ郭 - 藤崎城北西端、東西122メートル、南北約155メートル。南北に堀があり、南の堀は幅14.5メートル、長さ83メートル、北の堀は幅7メートル、長さ107メートル。西は平川に接し、稲荷宮や法光寺がある。
- 東ノ郭（新城）- 藤崎城東南、東西400メートル、南北540メートル。東に津軽平野、西に岩木川・平川、南西には平川・浅瀬石川がある。現在は八幡宮も残る。

## 歴史
康平5年（1062年）前九年の役で敗れた安倍貞任の次男・高星丸（たかあきまる）が津軽へ逃れた。高星丸は後に安倍貞義となった。その嫡男・堯恒は寛治6年（1092年）、藤崎城を築城し、居城とした。以後、子孫は安東氏を名乗っている。
建久6年（1195年）には、当主堯季が蝦夷管領に任命された。寛喜元年（1229年）、堯恒嫡男貞季は、十三湊の十三氏を滅ぼした。十三氏は奥州藤原氏の血を引く名門であり、その居城があり、日本海側の重要港として、「三津七湊」の一つに数えられた十三湊を手に入れた安東氏は一気に勢力を拡大した。貞季の孫愛季は居城を福島城に移し、その弟高季に再び安東氏の居城となった。
その後、一族の対立（安藤氏の乱）を経て、建武政権期には南朝側として、安東氏は勢力をさらに拡大した。しかし、足利尊氏が建武政権から離反すると、一族は南朝方の下国安東氏（福島城）、北朝方の上国安東氏（藤崎城）に分裂した。結果、下国安東氏が勝利し、下国安藤教季が藤崎城主と平賀郡の一大拠点大光寺城主を兼ねた。なお上国安東氏は秋田郡に拠って戦国時代まで存続している。嘉吉3年（1443年）、南部氏が来襲し落城、下国安東氏は蝦夷に逃れ、南部氏の支配下となった。そして安東一族の安藤義景が城主となった。その後、安東氏は幾度となく、奪還を試みるも失敗している。
永禄10年（1567年）、大浦氏と南部氏の争いが激化するなかで南部氏は「明き城」（空き城）となっていた藤崎城を再興したが、それは200年ぶりだったとされる（『永禄日記』）。
その後、大浦為信の甥大浦六郎と大浦五郎がいたが、天正13年（1585年）に事故死し、その後、廃城となった。